# Homoneura crinita
Homoneura crinita är en tvåvingeart som beskrevs av Malloch 1929. Homoneura crinita ingår i släktet Homoneura och familjen lövflugor. Inga underarter finns listade i Catalogue of Life.